# Sérgio Pombo
Sérgio Pombo (Lisboa, 1947 - 10 de julho de 2022) foi um pintor português, um dos primeiros a praticar o hiper-realismo.
Estudou pintura com Roberto Araújo e frequentou os cursos de gravura da Gravura – Sociedade Cooperativa de Gravadores Portugueses de 1965 a 1967. Cursou pintura na Escola Superior de Belas Artes de Lisboa em 1972. Foi bolseiro da Fundação Calouste Gulbenkian de 1976 a 1979 em Portugal e de 1992 a 1993 na Alemanha. Pertenceu ao grupo 5+1 conjuntamente com o escultor Virgílio Domingues e os pintores João Hogan, Júlio Pereira, Guilherme Parente, e Teresa Magalhães, com a qual esteve casado.

## Prémios e representações oficiais
- 1980 - Representação Nacional no Festival de Pintura de Cagnes-sur-Mer
- 1992 - Representação Nacional na XII Bienal de Paris.
- 1984 - Representação Portuguesa à XVIII Bienal de S. Paulo.
- 1981 - Prémio Nacional de Gravura.
- 1983 - Prémio de Gravura do Banco de Fomento Nacional.
- 1984 - Prémio de Aquisição de Lagos.
- 1993 – Prémio Banif de Pintura

## Exposições individuais (seleção)
- 1973 - Galeria de 5. Francisco, (Pintura), Lisboa.
- 1977 - Galeria Diagonale, (Pintura), Paris
- 1978 - Galeria de Arte Moderna S.N.B.A., (Pintura), Lisboa.
- 1983 - Galeria Diagonal (escultura), (Pintura), Cascais.
- 1984 - Galeria Cómicos, (Pintura), Lisboa
- 1984 - Galeria Quadrum, (Pintura), Lisboa.
- 1986 - Altamira, (Pintura), Lisboa.
- 1987 - Fundação Calouste Gulbenkian, (Pintura), Lisboa
- 1987 - Galeria Quadrum, (Pintura), Lisboa.
- 1988 - Loja de Desenho, (Pintura), Lisboa.
- 1990 - Galeria Alda Cortez, (Pintura), Lisboa.
- 1992 - Galeria Giefarte, (Pintura), Lisboa.
- 1994 - Galeria Giefarte, (Pintura), Lisboa.
- 1997 - Galeria Trem, (Pintura), Faro.
- 1999 - Galeria Edicarte, (Pintura), Funchal.
- 2000 - Galeria Reverso (Escultura), Lisboa.
- 2001 - Fundação Calouste Gulbenkian - CAM (Pintura), Lisboa
- 2006 - Artistas Unidos - Teatro Taborda, (Desenho), Lisboa.
- 2007 –Galeria Moçambicana de Fotografia, (Pintura) Maputo, Moçambique
- 2007 – Galeria Valbom (Pintura), Lisboa
- 2007 - Artistas Unidos – Convento das Mónicas,(Desenho),Lisboa
- 2008 – Galeria Vértice – (Pintura), Cascais
- 2008 – Giefarte (pintura e desenho s/papel), Lisboa

## Exposições internacionais (seleção)
- 1976 – Pintura Portuguesa Caracas
- 1977 – Exposição 5+1, Viena, Áustria
- 1980 – Festival internacional de Pintura de Cagnes-sur-Mer, França
- 1982 – XII Bienal de Paris
- 1984 – Exposição Ibérica de arte Moderna, Cáceres, Espanha
- 1985 – XVIII Bienal de S. Paulo, Brasil
- 1985 – Pintado em Portugal. Mérida, Espanha
- 1986 – Le XXème au Portugal, Bruxelas, Bélgica
- 1987 – Arte Contemporâneo Portugués, Madrid, Espanha
- 1987 – 70-80 Arte Portuguesa, Brasília, S. Paulo, Rio de Janeiro. Brasil
- 1987 - ARCO, Feira Internacional de Madrid, Espanha
- 1987 – Pintura Portuguesa Contemporânea, Moscovo, URSS
- 1988 – Arte Portuguesa, Filadélfia, EUA
- 1988 – Pintura portuguesa, Atenas, Grécia
- 1991 – Parlamento Europeu

## Exposições colectivas (selecção)
- 1965 – Salão de Outubro, SNBA
- 1967 – Exposição Conventos dos Marianos, Lisboa
- 1972 – Exposição do Banco Português do Atlântico, Lisboa
- 1973 – Primeira Bienal dos Artistas Novos, Famalicão
- 1974 – Salão 74, SNBA, Lisboa
- 1974 – Participação no painel Colectivo de 10 de Junho, Lisboa
- 1975 – Figuração Hoje, SNBA, Lisboa
- 1975 - Exposição de 100 Obras do Ministério da Comunicação Social, Lisboa
- 1976 - Grupo 5+1, SNBA, Lisboa
- 1976 – Vinte anos de Gravura, Fundação Calouste Gulbenkian, Lisboa
- 1976 – Gravura Portuguesa Contemporânea, Secretaria de Estado da Cultura, Lisboa
- 1977 – Mitologias, SNBA, Lisboa 1978 – Exposição 5+1, SNBA, Lisboa
- 1978 – Exposição 5+1, SNBA, Lisboa
- 1979 – Exposição 5+1, Cooperativa Árvore, Porto
- 1980 – Exposição Inventário 3, Galeria de Arte Moderna, Lisboa
- 1981 – Terceira Exposição Nacional de Gravura, Fundação Calouste Gulbenkian, Lisboa
- 1983 – Depois do Modernismo, SNBA, Lisboa
- 1983 – Perspectivas Actuais da Arte Portuguesa, SNBA, Lisboa
- 1984 – Primeira Exposição de Arte do Banco de Fomento Nacional, Lisboa
- 1984 – Instituto Alemão, Lisboa
- 1984 – Museu Soares dos Reis, Porto
- 1985 – Exposição Centro de Arte Moderna, Fundação Calouste Gulbenkian, Lisboa
- 1985 – O Imaginário da Cidade de Lisboa, Fundação Calouste Gulbenkian, Lisboa
- 1985 – Situações, Exposição Itinerante, Ministério da Cultura
- 1989 – 2°Fórum de Arte Contemporânea, FAC, Lisboa
- 1991 – Parlamento Europeu, Exposição de Artes Plásticas Portuguesas, SNBA, Lisboa
- 1993 – Prémio Banif de Pintura, Lisboa
- 1995 – Feira de Arte, FIL, Lisboa 1997 – Galeria César, Lisboa
- 2007 – 50 Anos de Arte Portuguesa, Fundação Calouste Gulbenkian, Lisboa

## Representações
- Centro de Arte Moderna da Fundação Calouste Gulbenkian[2]
- Ministério da Cultura
- Museu de Arte Contemporânea
- Caixa Geral de Depósitos
- Parlamento Europeu
- Numerosas colecções privadas